# 田瀬神社
田瀬神社（たせじんじゃ）は、岐阜県中津川市田瀬にある神社。
南宮神社、または田瀬南宮神社とも称し、神社の公式SNS（Facebook、Instagram）、御朱印などでは、田瀬南宮神社の名称が使用されている。

## 概要
田瀬地区（恵那郡田瀬村→恵那郡福岡町大字田瀬→中津川市田瀬）の産土神である。
創建時期は不明。南宮金山彦神社、または南宮大明神と称していた。
寛永四年（1627年）、田瀬村と付知村とで山論が発生し、田瀬村は敗れる。当時の田瀬村の産土神社であった一王子神社、八王子神社の鎮座地が付知村に移ることになったため、一王子神社、八王子神社は南宮大明神に合祀される。
貞享二年（1685年）に本殿、拝殿、境内社（一王子神社、八王子神社）を再建。元禄元年（1688年）に熊野権現、白山権現、天満天神社、御鍬様社を合祀する。
1871年（明治4年）に村社となる。同時に田瀬神社に改称する。
戦後、岐阜県神社庁により白幣社に指定される。
かつては南宮座という芝居小屋が存在し、昭和30年代まで使用されていたが、解体されている。

## 主祭神
- 金山毘古命

## 境内社
- 一王子神社
- 八王子神社
- 白山神社
- 熊野神社
- 稲荷神社
- 山神社
- 御嶽神社
- 神明神社
- 庚申社
- 金比良神社
- 八幡神社
- 天満神社
- 秋葉神社
- 三峯神社
- 御鍬神社
- 慰霊社

## 文化財
中津川市指定有形文化財
- 本殿[3]
- 鳥居[3]
- 社標（丹羽海鶴筆跡）[3]

## 天然記念物
中津川市指定天然記念物
- 南宮神社大スギ[3]